# Tablice rudolfińskie

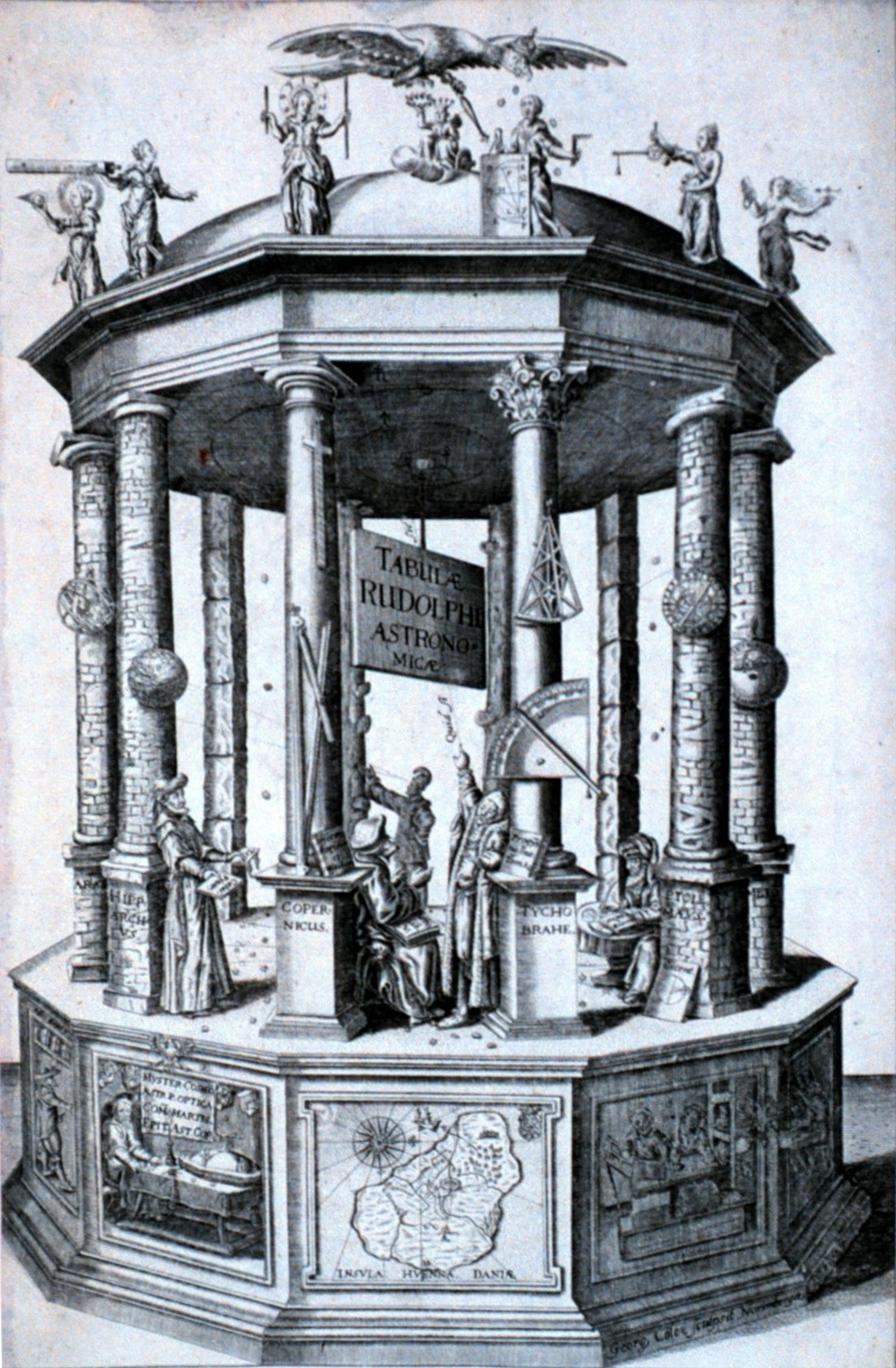
Strona tytułowa Tablic rudolfińskich (widoczne postacie wielkich astronomów: Hipparchosa, Ptolemeusza, Mikołaja Kopernika i Tycho Brahe)

Tablice rudolfińskie (łac. Tabulae Rudolphinae) – katalog astronomiczny wydany w 1627 roku przez Johannesa Keplera. 
Praca ta zawiera katalog około 1500 gwiazd oraz tabele planetarne. Tablice rudolfińskie powstały na podstawie ponad 20 lat obserwacji prowadzonych przez Tycho Brahego i Johannesa Keplera. Dzieło to zostało dedykowane Rudolfowi II. Kepler ukończył swoją pracę już w roku 1623, jednak ze względu na konflikt o prawa do danych obserwacyjnych z rodziną Tycho Brahego, publikacja tego dzieła nastąpiła dopiero w 1627 roku w Ulm, częściowo na własny koszt autora. W momencie wydania Tablice rudolfińskie zostały uznane za największe dzieło Johannesa Keplera.
Tablice służyły do wyliczania przyszłych pozycji planet. Pozwoliły one wskazać, że w 1631 roku Merkury ustawi się w jednej linii ze Słońcem i przejdzie przed jego tarczą. Ten tranzyt Merkurego zaobserwował francuski astronom Pierre Gassendi. W 1639 roku Jeremiah Horrocks posługując się Tablicami rudolfińskimi przewidział przejście Wenus na tle tarczy Słońca. Dzięki temu wraz z Williamem Crabtree mogli oglądać tranzyt Wenus. Obserwacje te stały się dowodem na to, że Tablice Keplera opisywały ruch planet znacznie dokładniej niż wcześniejsze tablice astronomiczne.
Historyczne znaczenie Tablic rudolfińskich polegało nie tylko na ich dokładności, kilkadziesiąt razy przewyższającej dokładność wcześniej używanych tablic astronomicznych, ale też na tym, że były one konsekwentnie oparte na kopernikańskim modelu heliocentrycznym. Wszystkie wcześniej kompilowane tablice zawierały bezpośrednio przewidywane pozycje planet na niebie w określonych datach. Posługując się Tablicami rudolfińskimi należało najpierw wyznaczyć z nich pozycje Ziemi i badanej planety względem Słońca w interesującym dniu, a następnie dopiero wyliczyć na tej podstawie, metodą opisaną przez Keplera we wprowadzeniu do Tablic, pozycję planety względem Ziemi. Sukces Tablic stał się więc pośrednio dowodem poprawności modelu heliocentrycznego.